# ドイツ帝国 (1848年-1849年)

ドイツ帝国
Deutsches Reich (ドイツ語)

ドイツ帝国の領土と主張する領土
  ドイツ帝国  主張する領土

ドイツ帝国（ドイツていこく、ドイツ語: Deutsches Reich）は、19世紀半ばにドイツ連邦内の諸邦を統合してドイツ人の国民国家を建国することを目論んで樹立された短命政権である。
1848年春、ドイツ革命の最中にフランクフルト国民議会によって樹立された。議会はオーストリア大公ヨハンを摂政に選出し、「帝国摂政」の称号を与えた。1849年3月28日、パウロ教会憲法が施行され、議会はプロイセン国王フリードリヒ・ヴィルヘルム4世を「ドイツ皇帝」の称号を持つ帝国の立憲君主に選出した。しかし、彼はドイツ皇帝になることを辞退した。1849年12月、ドイツ中央政府が連邦中央委員会に取って代わられ、帝国は終焉を迎えた。
フランクフルト国民議会は自らを新帝国の議会とみなし、帝国法を制定した。臨時政府を設置し、ドイツ初の艦隊を創設した。1849年5月、オーストリアやプロイセンといったドイツの大国が議員の辞職を強制した。臨時政府は同年12月まで続いた。1851年夏、ドイツ連邦の連邦議会が復活し、帝国法の無効を宣言した。しかし、ドイツ連邦議会とドイツ諸国は臨時政府を違法とは認めず、その存続期間中、帝国はオランダ、スイス、アメリカなどいくつかの国から公式に承認された。
1848年に初の全ドイツ選挙が実施され、1849年にはパウロ教会憲法が制定されただけでなく、1848年に統一ドイツ艦隊の創設が決定されたため、今日のドイツ海軍は6月14日を記念日としている。1848年11月に帝国が法律で採択した国旗が、現在のドイツ国旗（黒、赤、金）である。

## 歴史
三月革命後の1848年春、フランクフルト国民議会によって創設された。1849年12月、中央ドイツ政府が連邦中央委員会に取って代わられ、帝国は終焉した。
帝国はドイツ諸国と外国の両方から認められようと奮闘した。1848年7月12日、連邦会議に代表されるドイツ諸国は、中央ドイツ政府を承認した。しかし、その後の数ヶ月間、ドイツの大国は中央ドイツ政府とフランクフルト国民議会の政令や法律を必ずしも受け入れなかった。

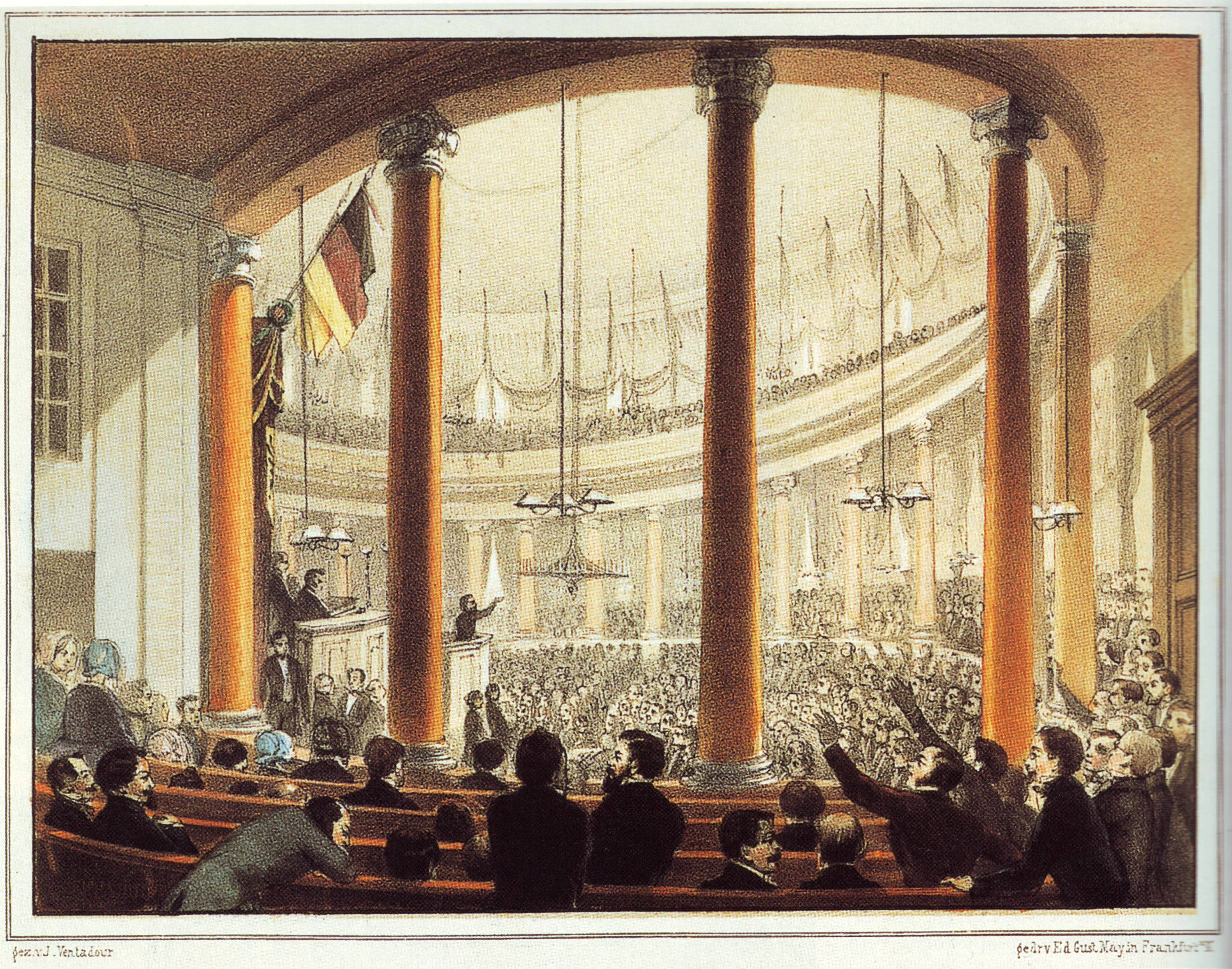
フランクフルトのパウロ教会でのドイツ国民会議。

ドイツの中央政府の基礎となったのは、暫定中央当局である。

アメリカ、スウェーデン、オランダ、ベルギー、スイス、サルデーニャ王国、両シチリア王国、ギリシャ、フランス、イギリスは、中央政府との関係を保つために公式使節を設置した。
ドイツ帝国最初の憲法による命令は、1848年6月28日に制定されたドイツ暫定中央当局の導入に関する帝国法であった。この命令により、フランクフルト国民議会は皇帝摂政と皇帝閣僚の役職を設置した。1849年3月28日、パウロ教会憲法が制定され、ドイツの28諸国がこれを受諾したが、大国のドイツ諸国は受諾しなかった。プロイセンは他のドイツ諸国とともにフランクフルト国民議会を解散に追い込んだ。
1849年3月28日、フランクフルト国民議会はフリードリヒ・ヴィルヘルム4世に「ドイツ皇帝」の称号を贈ろうとした。しかし、国王は帝位を民衆ではなくドイツ諸国の協議によって決められるものと考え、戴冠を拒否した。
パウロ教会憲法は、その後の数十年間、他の州でもモデルとして使われ、選挙法は1867年、北ドイツ連邦の帝国議会選挙でほぼそのまま使われた。フランクフルト国民議会が創設した帝国艦隊は1852年まで存続した。為替手形に関する政令を発布した帝国法は、ドイツのほぼ全域に適用されると考えられていた。

## 継続性と地位

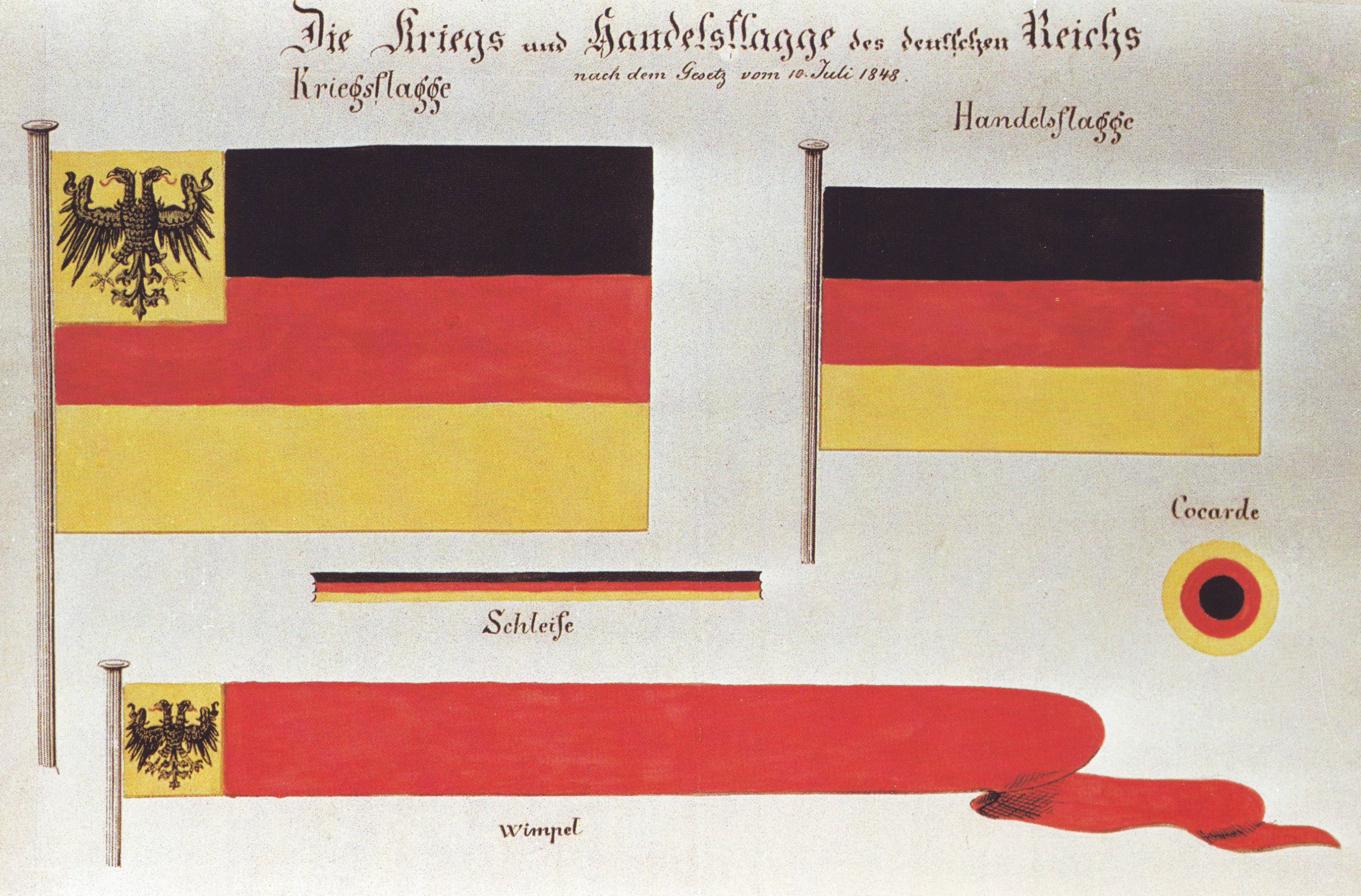
1848年11月12日の法律に基づく帝国軍旗および通商旗。

1848年と1849年のドイツ帝国の国家性について、同年代の人々や学者たちはさまざまな意見を持っていた。
・あるグループは、法律は成文法であるという実証主義的な視点に従った。ドイツの憲法はドイツ諸国の政府と合意しなければならなかった。これが君主主義者とドイツ諸国の意見であった。
・もう一方のグループは、自然法と国民主権の原則を重視し、憲法を制定する権限は国民議会にしかない。これはフランクフルト国民議会の大多数、特に共和主義左派の意見であった。
実際には、その区別はそれほど明確ではなかった。フランクフルト国民議会の多数派は、自由主義派を基盤として、憲法と議会によって権力が制約される君主制の二元体制の確立を望んでいた。
1815年、ドイツ連邦が結成された。ドイツの領土を防衛するための条約組織には、国民運動の視点見て、政府と議会が欠けていた。しかし、国民国家を樹立するためには、連邦の存続を示すのが最も容易であることは、ドイツおよび諸外国の列強も認めていた。国民議会はもともと革命的な機関であると自認し、実際にこのような道を歩んだ。

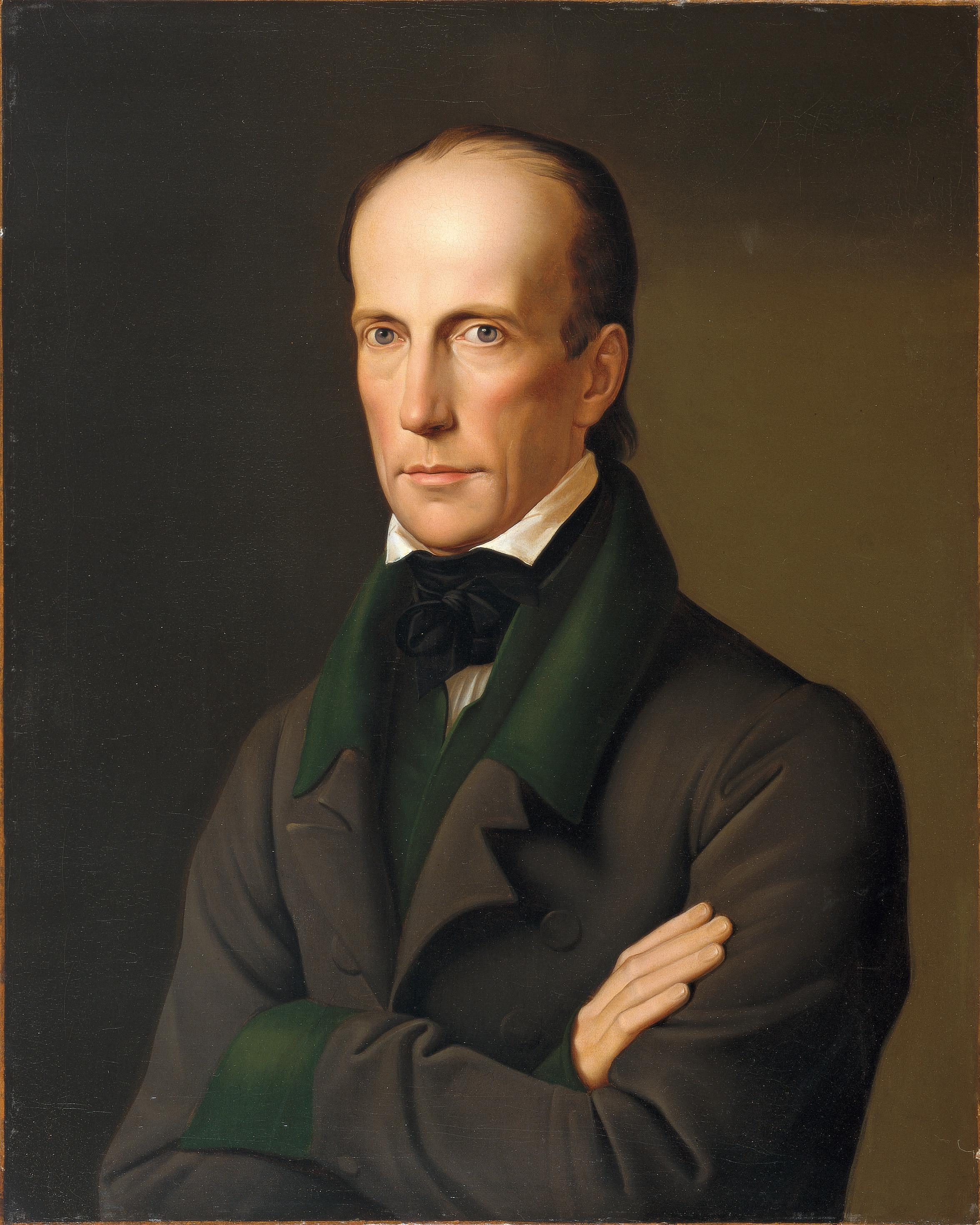
ヨハン大公／オーストリア皇帝フェルディナント1世の摂政で叔父。

旧連邦と新組織の継続性は、連邦大会の2つの決定に基づいていた。 
・1848年4月から5月にかけて、各ドイツ諸国政府を代表する連邦会議がフランクフルト国民議会の選挙を呼びかけた。
・ドイツ諸国は直ちにフランクフルト国民議会が選出した暫定摂政ヨハネ大公を承認。1848年7月12日、連邦議会は皇帝摂政ヨハン大公を支持してその活動を終了した。これは6月28日の中央権力に関する法律の暗黙の承認であった。
もちろん、ドイツ諸国と連邦議会は、革命の圧力の下でこうした決定を下した。彼らはフランクフルト国民議会との決裂を避けたかったのだ。(8月にはすでにこの圧力は弱まり、より大きなドイツ諸国が権力を取り戻し始めた）。歴史家エルンスト・ルドルフ・フーバーによれば、連邦と新しい連邦国家の継続性、あるいは法的同一性を決定することは可能であった。古い制度は（暫定的な）憲法秩序によって強化され、ドイツ連邦という名称はドイツ帝国に変更された。エルンスト・ルドルフ・フーバーは、ドイツのどの諸国も皇帝摂政ヨハネとその政府を強奪的あるいは違法であると宣言しなかったと指摘している。

## 国権、領土、国民

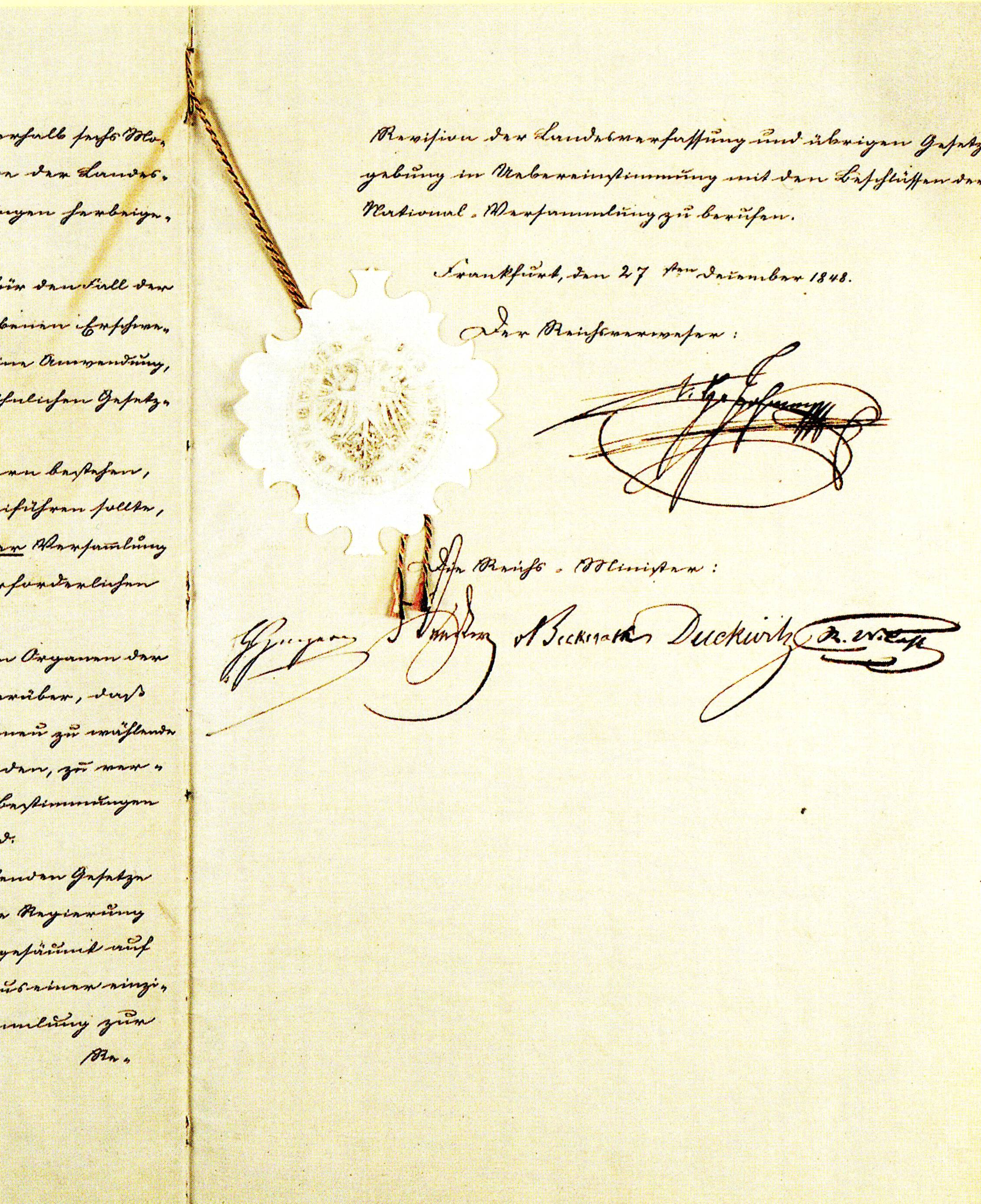
1848年12月27日に採択された基本的権利導入法、摂政の署名入り。

フランクフルト国民議会は、1848年9月27日に公布された帝国法および臨時中央政府の政令に関する帝国法に明示されているように、自らをドイツの国民立法府とみなしていた。1848年12月27日に議会はドイツ国民の基本的権利を宣言した。今日の日本国憲法に（基本的人権として）明記されているような法律が誕生した。
中央政府は、皇帝摂政ヨハン大公と彼が任命した閣僚で構成されていた。少なくとも1849年5月までは、ヨハン大公はフランクフルト国民議会の支持を得た政治家を任命していた。大臣の一人であるプロイセンの将軍エドゥアルド・フォン・ポイカーは、ドイツ連邦の連邦軍と連邦要塞を担当した。行政はドイツ諸国の手に委ねられていたため、中央政府が統治することはあまりなかった。しかし、1849年2月には105人が中央政府のために働いていた（連邦議会では10人）。
フランクフルト国民議会は、ドイツ連邦内の領土はドイツ帝国の領土でもあるとみなした。また、ドイツ帝国の臣民であれば、その人物はドイツ人であると憲法131条に規定した。さらに、ドイツ人が居住する他の領土の将来についても議論された。国会議員たちは、ドイツで話されているドイツ語に言及することもあれば、歴史的権利に言及することもあれば、軍事的事項に言及することもあった（たとえば、ポーランドの独立を認めない論拠のひとつは、ロシアに対する緩衝国としては弱すぎるという理由だった）。最も議論された領土のひとつがシュレースヴィヒ公国である。